# Sonninkanal
El  Sonninkanal  és un canal curt a Hammerbrook a la ciutat estat d'Hamburg a Alemanya. Connectava l'antic Nordkanal al Mittelkanal i desguassava via el Schleusenkanal a l'Oberhafen, un moll del port d'Hamburg, al marge dret de l'Elba que va desafectar-se a poc a poc des dels anys 1980.
És un dels canals dissenyats vers 1870 per l'enginyer britànic William Lindley per a desguassar els prats molls de l'Hammerbrook. Segons la nomenclatura oficial de l'estat d'Hamburg, és una via navegable de categoria 1. El canal sempre va servir més per al desguàs que per al transport, va ser elegit per a acceptar vaixells d'habitatge el 2006. El 1943 els afores del canal van patir els bombardejos de l'operació Gomorra. Després de la guerra s'hi va construir un barri nou amb només oficines i magatzems. A la fi dels anys 1950 es va terraplenar el Nordkanal, terminal nord del canal per construir una carretera. Des dels anys 1980, a poc a poc els afores del canal es van transformar en una zona desolada i erma amb uns pàrquings descontrolats.
Des de l'inici del segle XX els serveis d'urbanisme de la ciutat d'Hamburg opten per una reurbanització que barreja les funcions viure, treballar i descansar, per evitar barris morts a l'hora de tancar les oficines. El 2016, dos grans projectes d'aquesta nova filosofia es van realitzar al marge del Sonninkanal amb 420 pisos nous a més de botigues, restaurants i oficines El 2017 dos hotels van obrir al marge del canal, aprofitant l'encant de la presència de l'aigua. S'havia d'integrar la construcció nova amb el monument llistat del Sonninhof, una antiga fàbrica de xocolata, dissenyat el 1914 per l'arquitecte Curt Kaltofen i transformat en edifici d'oficines el 2002.

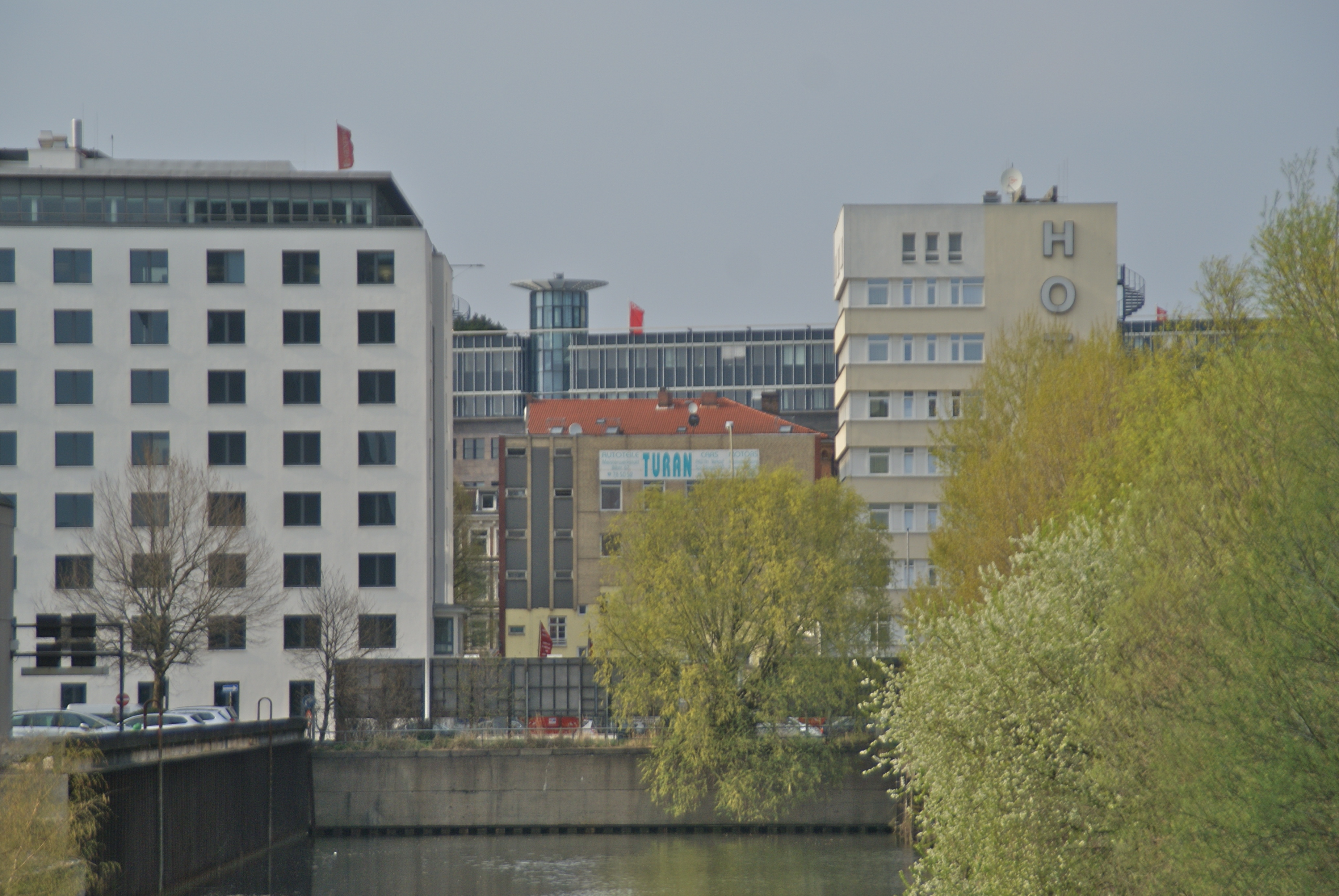
El terminal nord del canal on desembocava al Nordkanal terraplenat
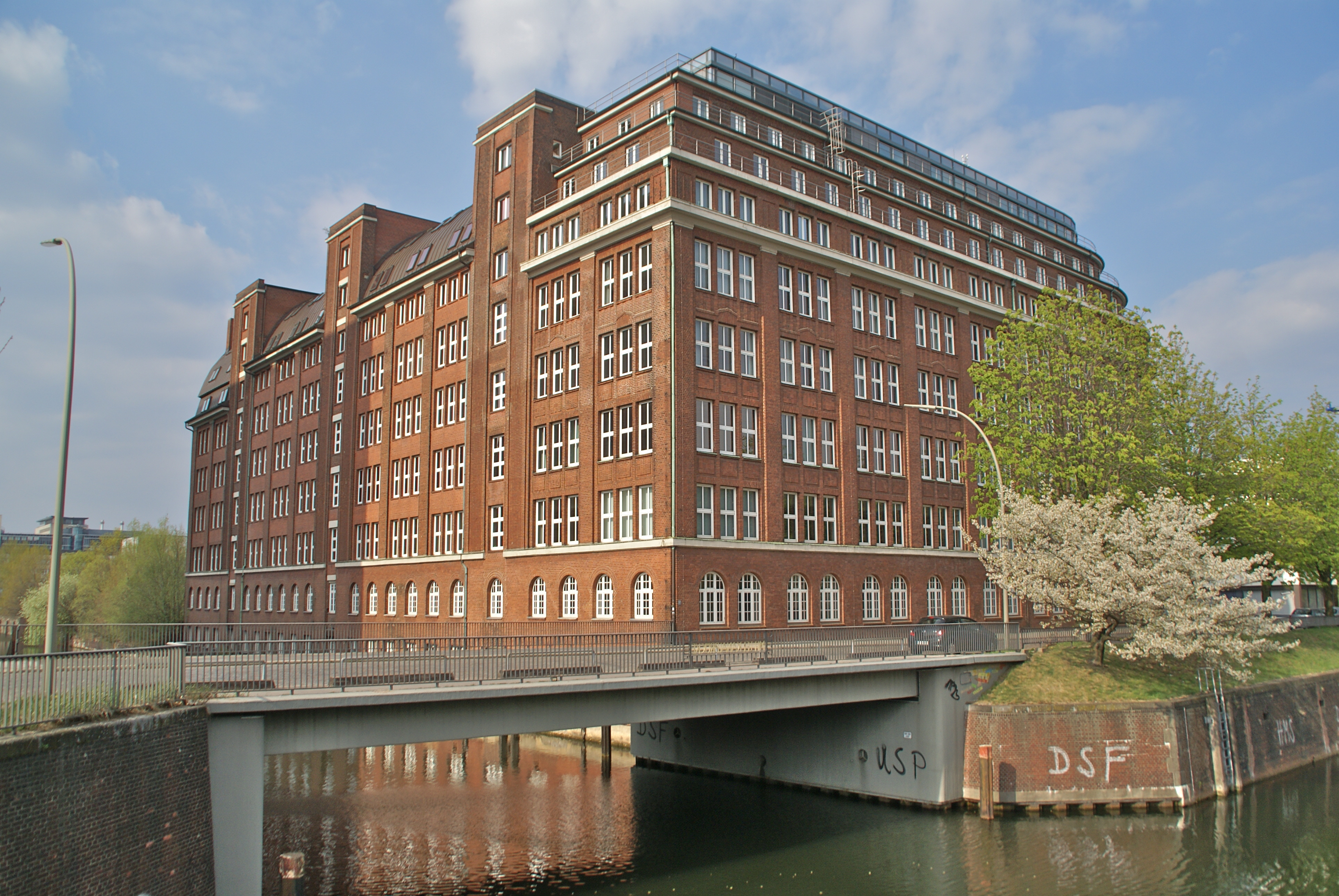
El canal des del pont del carrer Amsinckstrasse